# Poissy
Poissy és un municipi francès, situat al departament d'Yvelines i a la regió de l'Illa de França. L'any 1999 tenia 35.841 habitants.
Forma part del cantó de Poissy, del districte de Saint-Germain-en-Laye i de la Comunitat urbana Grand Paris Seine et Oise.

## Hospital
- Centre hospitalier intercommunal de Poissy-Saint-Germain-en-Laye